# Maurice Le Lannou
Maurice Le Lannou, né le 8 mai 1906 à Plouha (Côtes-du-Nord) où il est mort le 3 juillet 1992, est un géographe français.

## Carrière
Entré à l'École normale supérieure en 1928, il est agrégé d'histoire et de géographie en 1932. En 1945, il devient maître de conférences à l'université de Rennes, puis professeur à l'université de Lyon en 1947. 
De 1969 à 1976, il est professeur au Collège de France, où il occupe la chaire de géographie du continent européen.
Il s'illustre notamment par différents articles publiés par le journal Le Monde et réunis par la suite dans Le déménagement du territoire. Rêveries d'un géographe.
Maurice Le Lannou a été élu membre de l'Académie des sciences morales et politiques en 1975.
Son épouse Adrienne est décédée en 2013 à 97 ans.

## Œuvre
Le Lannou travailla principalement sur le monde méditerranéen et plus particulièrement la Sardaigne et l'Istrie, l'Ouest de la France et le Brésil
La notion sur laquelle il travailla le plus est celle de l'homme-habitant, soit l'homme interagissant avec le milieu naturel dans lequel il vit, notion qu'il exposa dans La Géographie humaine. Dans ce livre, il s'efforça de distinguer la géographie de la démographie, de la sociologie, de l’ethnologie ainsi que de l'anthropologie, tout en s'efforçant de montrer comment la géographie pouvait interagir avec ces disciplines.

## Publications
- « Le Trégorrois. Étude de géographie agricole », Annales de géographie, 1931, vol. 40, no 223, p. 24-38 disponible sur Persée (Portail de revues en sciences humaines et sociales).
- Itinéraires de Bretagne, Paris, J.B. Baillière, 1938.
- Pâtres et paysans de la Sardaigne, Tours Arrault, 1941, 2e éd. française Cagliari, « La Zattera » 1971. Traduction italienne : Pastori e contadini di Sardegna, Cagliari, Ed. della Torre, 1979 (3e éd. 1984).
- Pêches et pêcheurs de la Bretagne atlantique (en collaboration avec Ch. Robert-Muller), Paris, Armand Colin, 1944.
- « Pourquoi la Bretagne est-elle un pays de pêcheurs ? », Annales de Bretagne et des pays de l'Ouest, no 52, 1945, p. 70-73 disponible sur Persée (Portail de revues en sciences humaines et sociales).
- La Géographie humaine, Paris, Flammarion, Bibliothèque de philosophie scientifique, 1949. Traduction japonaise, Tokyo, 1952.
- Géographie de la Bretagne, Rennes, Plihon, 1950-1952, 2 vol.
- « La géographie est-elle une science politique ? » Revue française de science politique, Volume 11, no 4, 1961, p. 809-818 disponible sur Persée (Portail de revues en sciences humaines et sociales).
- Le Brésil, Paris, Armand Colin, 1955, 5e éd. 1971. Traductions portugaise (1957) et espagnole (1965).
- Les Régions géographiques de la France, Paris, SEDES, 2 vol., 1964, 4e éd. refondue avec la collaboration de Brigitte Prost, 1974.
- Le Déménagement du territoire, rêveries d'un géographe, Paris, Le Seuil, 1967.
- « La ville-désert », in Jean Onimus (dir.), L'Homme et la ville dans le monde actuel, Centre d'études de la civilisation contemporaine, 1969, p. 173-187.
- Le Nouveau Brésil (en collaboration avec Nice Lecocq-Muller), Paris, Armand Colin, 1976.
- Europe, terre promise, Paris, Le Seuil, 1977. Traduction italienne : Europa, terra promessa, Bergame, Minerva italica, 1979.
- La Bretagne et les Bretons, Paris, Presses Universitaires de France, 1978. 2e éd. 1978, 123 p.
- Un Bleu de Bretagne, souvenirs d'un fils instituteur de la 3e République, Paris, Hachette, 1979. Prix Bretagne 1979
- Saint-Brieuc, Paris, Ed. du Champ Vallon, 1986.